# Championnat du Chili de football 1973
Navigation
Saison précédente Saison suivante
La saison 1973 du Championnat du Chili de football est la quarante-et-unième édition du championnat de première division au Chili. Les dix-huit meilleurs clubs du pays sont regroupés au sein d'une poule unique où elles s'affrontent deux fois, à domicile et à l'extérieur. En fin de saison, le dernier du classement est relégué et remplacé par le champion de Segunda Division, la deuxième division chilienne. 
C'est le club de l'Unión Española qui remporte le championnat cette saison après avoir terminé en tête du classement final, avec huit points d'avance sur le tenant du titre, Colo Colo et douze sur un duo composé du Club Deportivo Huachipato et du Club Deportivo O'Higgins. C'est le troisième titre de champion du Chili de l'histoire du club.

## Les clubs participants
| - Club Deportivo Huachipato - Colo Colo - Club Deportivo O'Higgins - CF Universidad de Chile - Unión Española - Santiago Wanderers - CSD Rangers - Deportes Magallanes - Club de Deportes Antofagasta | - Green Cross-Temuco - Club de Deportes Lota Schwager - Deportes Naval de Talcahuano - CD Universidad Católica - Club Deportes Concepción - Club Deportivo Palestino - Promu de Segunda Division - Unión San Felipe - Deportes Unión La Calera - Deportes La Serena |

## Compétition
Le barème utilisé pour établir le classement est le suivant :
- Victoire : 2 points
- Match nul : 1 point
- Défaite : 0 point

### Classement
| Rang | Équipe                         | Pts | J  | G  | N  | P  | Bp | Bc | Diff |
| ---- | ------------------------------ | --- | -- | -- | -- | -- | -- | -- | ---- |
| 1    | Unión Española                 | 55  | 34 | 22 | 11 | 1  | 72 | 35 | +37  |
| 2    | Colo Colo T                    | 47  | 34 | 18 | 11 | 5  | 63 | 44 | +19  |
| 3    | Club Deportivo Huachipato      | 43  | 34 | 17 | 9  | 8  | 52 | 28 | +24  |
| 4    | Club Deportivo O'Higgins       | 43  | 34 | 14 | 15 | 5  | 50 | 33 | +17  |
| 5    | Club Deportes Concepción       | 37  | 34 | 14 | 9  | 11 | 49 | 35 | +14  |
| 6    | Deportes Magallanes            | 37  | 34 | 12 | 13 | 9  | 51 | 44 | +7   |
| 7    | Green Cross-Temuco             | 37  | 34 | 15 | 7  | 12 | 47 | 45 | +2   |
| 8    | Deportes La Serena             | 36  | 34 | 13 | 10 | 11 | 43 | 33 | +10  |
| 9    | Club de Deportes Antofagasta   | 34  | 34 | 12 | 10 | 12 | 47 | 36 | +11  |
| 10   | Unión La Calera                | 34  | 34 | 14 | 6  | 14 | 38 | 46 | -8   |
| 11   | CSD Rangers                    | 29  | 34 | 11 | 7  | 16 | 51 | 57 | -6   |
| 12   | Santiago Wanderers             | 29  | 34 | 10 | 9  | 15 | 50 | 61 | -11  |
| 13   | CF Universidad de Chile        | 28  | 34 | 10 | 8  | 16 | 54 | 64 | -10  |
| 14   | Club de Deportes Lota Schwager | 27  | 34 | 8  | 11 | 15 | 34 | 41 | -7   |
| 15   | Club Deportivo Palestino P     | 26  | 34 | 8  | 10 | 16 | 37 | 58 | -21  |
| 16   | Deportes Naval de Talcahuano   | 25  | 34 | 7  | 11 | 16 | 30 | 53 | -23  |
| 17   | Unión San Felipe               | 24  | 34 | 10 | 4  | 20 | 45 | 72 | -27  |
| 18   | CD Universidad Católica        | 21  | 34 | 5  | 11 | 18 | 43 | 62 | -19  |

|  | Qualification pour la Copa Libertadores 1974      |
|  | Relégation directe en Segunda Division            |
|  | T : Tenant du titre P : Promu de Segunda Division |

## Bilan de la saison
| Championnat du Chili de football 1973 |                           |
| Champion                              | Unión Española (3e titre) |
| Qualifications continentales          |                           |
| Copa Libertadores 1974                | Unión Española            |
| Copa Libertadores 1974                | Colo Colo                 |
| Promotions et relégations             |                           |
| Promus en Primera División            | Club de Deportes Aviación |
| Relégués en Segunda División          | CD Universidad Católica   |